# Machairoscelis armatipes
Machairoscelis armatipes is een hooiwagen uit de familie Gonyleptidae.